# Imperio acadio
El Imperio acadio (en acadio: 𒆳𒌵𒆠 «māt Akkadi»; en sumerio: 𒀀𒂵𒉈𒆠 «a-ga-de») fue un gran reino de Mesopotamia formado a partir de las conquistas de Sargón de Acad en el siglo XXIV a. C., considerado por varios historiadores como el primer imperio en la historia de la Humanidad. Los dominios del Imperio se extendieron a toda la cuenca del Tigris y Éufrates, Elam, Siria y ―según las inscripciones― aún más allá, hasta el Líbano y la costa mediterránea. Según dichas inscripciones, incluso llegarían a realizar incursiones en Anatolia y el golfo Pérsico hacia Dilmún y Magan (los modernos Baréin y Omán, en Arabia).
Las ciudades de Mesopotamia se llenaron de monumentos y estelas conmemorativas que hablaban de la grandeza del nuevo imperio y en la escritura se produjo un importante avance del idioma acadio, que se convirtió en la lengua administrativa del Estado.

## Historia

### Antecedentes
La infiltración pacífica de los semitas en las ciudades sumerias alcanza ahora densidad suficiente para que aquellos obtengan la supremacía política del país. Cabe incluso atribuir esta supremacía a una inmigración repentina y masiva:

Es indudable que se produjo una gran afluencia de gentes en la época en que Sargón se hizo rey. No pudo ser una lenta infiltración de familias interesadas en ganarse la vida en un país más venturoso, por mucho que así lo sugiera el relato del nacimiento y ocupación del héroe. Este nunca fue un ordinario ensi de ciudad, dispuesto a comprometer a las ciudades vecinas en una lucha por la supremacía. En vez de eso edificó una nueva capital y esta albergaba a sus guerreros y a sus familias, no a una mezcolanza de gentes sacadas del Kish. La ciudad se convirtió en centro de la parte septentrional del país, que en adelante se conocería como Sumer y Accad. Este proceso solo pudo producirse por una población consciente de sus diferencias e incluso de la hostilidad de la población vernácula.
C. J. Gadd, en Cambridge Ancient History, fascículo 17, 1966 pág. 33.

Desde el 3000 a. C. los semitas se habían ido extendiendo desde sus orígenes en Arabia hacia el norte, con otros grupos diferentes, como los amorreos. No hay muestras de que estas migraciones se produjesen de manera traumática, sino que parece tratarse más bien de un proceso gradual.
En Mesopotamia los más importantes fueron los acadios, presentes en el área del norte de la región, en la que se incluía la ciudad de Kish. En esta ciudad se sabe que Sargón desempeñó algún puesto de responsabilidad. Culturalmente, Sargón era semita ya que se sabe que su lengua era el también semita acadio.
Hacia el 2340 a. C. Sargón fundó la ciudad de Acad (o Agadé) en las proximidades de Kish, posiblemente al norte. Su localización todavía no ha sido determinada por los arqueólogos, aunque se especula que podría haber estado hacia la confluencia de los ríos Diyala y Tigris, en las afueras del actual Bagdad.[cita requerida] Los motivos de la fundación de Agadé no están claros. Es probable que Sargón se rebelase contra su señor en Kish y decidiese establecer un nuevo centro de operaciones.
Tampoco se conoce con seguridad que ocurrió en Kish. Tal vez Sargón la tomó antes de lanzarse hacia a la conquista las tierras del sur o tal vez fue Lugalzagesi de Umma, que había formado un imperio local en el área del sur.

### Las conquistas de Sargón

Mapa de la extensión del Imperio acadio con las conquistas de Sargón y las principales revueltas posteriores. Para la tradición posterior mesopotámica, Sargón y su nieto, Naram-Sim, se convertirán en los modelos arquetípicos de emperador. Sobre el primero se proyectarán las virtudes a seguir, convirtiéndole en mito; sobre el segundo, el antimodelo del emperador agotado en sofocar rebeliones que pierde el beneplácito de los dioses.

En algún momento a mediados del siglo XXIV a. C. (2340 a. C.) Sargón se lanzó a la conquista de las ciudades sumerias del sur. Las conquistas anteriores de Lugalzagesi de Umma pudieron facilitar el camino del conquistador acadio, al encontrarse ya vencida la independencia de las distintas ciudades sumerias. El primero de los objetivos de Sargón fue Uruk, ciudad célebre por sus grandes murallas y donde en el momento del ataque se encontraba Lugalzagesi. Sargón no solo conquistó la ciudad, sino que hizo prisionero al rey, obligándole a caminar hasta el templo de Enlil en Nippur con una argolla al cuello.
Tras esto se lanzó a la conquista del resto de ciudades sumerias. Tomó Ur, Lagash y Umma, con lo que ya controlaba tantas tierras como había hecho Lugalzagesi. Con el dominio de toda la Baja Mesopotamia asegurado, continuó sus campañas atacando a los elamitas de los montes Zagros, en el actual Irán, y realizó incursiones en la ciudad de Mari (en la actual Siria) y Ebla, ya a pocos kilómetros del Mediterráneo, llegando, según las inscripciones, a las montañas de los cedros: esto es, al actual Líbano, y tal vez hasta Anatolia.
Sargón se convirtió así en el primer monarca histórico que consiguió unificar toda la cuenca de la Mesopotamia bajo un mismo mandato. Pese a que es probable que esta unidad fuese más teórica que real, la figura de Sargón fue un referente constante para los monarcas que, posteriormente, tratarían de repetir su hazaña. De hecho, en épocas posteriores se le conoció como Sargón el Grande. Pero su reinado y el de sus sucesores no estuvieron exentos de problemas ya que poco antes de su muerte sufriría una revuelta general en las ciudades conquistadas.
Pese a estas dificultades, durante el reinado de su nieto y sucesor, Naram-Sin (2260-2223 a. C.), el imperio alcanzó su máxima extensión territorial: en los límites occidentales incorporó las regiones de Alepo (en la actual Siria), y el entorno de Trípoli (en la costa mediterránea cananea del actual Líbano); en los orientales conquistó Susa y en el norte se expandió por Anatolia. Sin embargo hubo un pueblo al que Naram-Sin no consiguió conquistar pese a que guerreó contra ellos y les infligió algunas derrotas. Eran los guti, que habitaban los montes Zagros y que atacaban y saqueaban continuamente las tierras del valle. El nuevo rey tuvo que enfrentarse además a numerosas rebeliones.
En algún momento de su reinado parece que Naram-Sin fue deificado. El motivo, según una inscripción en una estatua, fue por petición de su pueblo a los dioses, después de que el rey ganase nueve batallas contra las que se le rebelaron «desde los cuatro confines del mundo». Los dioses concedieron y se le construyó un templo en Agadé, que hasta entonces no estaba dedicado a ningún dios.
Tras la muerte de Naram-Sin, su sucesor e hijo, Šarkališarri (2223-2198) vio incrementada la presión sobre el imperio: Elam se rebeló, conquistando varias ciudades del sur de Mesopotamia. Posteriormente sufriría invasiones por parte de los amorreos, a quienes lograría vencer, y de los guti a los que inicialmente también reduciría. Sin embargo el imperio estaba muy desgastado y tras su muerte las ciudades del sur de Mesopotamia se independizaron. Tras esto, los dominios del antiguo imperio quedaron reducidos al área circundante de la antigua capital, Agadé.

### Historia según fuentes tradicionales
Un mito, el primero en el tiempo, parecido al de otros antiguos caudillos surgidos de la nada, un funcionario semítico al servicio de Urzababa, rey de Kish, forma un partido con gente de su estirpe, organiza un ejército, depone a Urzababa y levanta una ciudad que dará nombre a su pueblo y a su imperio. Accad o Agadé. El nuevo dominador se da a sí mismo un nombre de significado político: Sargón (transcripción bíblica del acadio Šarrukenu, ‘rey verdadero’).
Otro mito rodea su infancia de ninbo portentoso: hijo de un «nómada de la montaña» y de una especie de vestal, viene al mundo en Azupiranu (¿la ciudad del azafrán?). En la necesidad de desprenderse del niño, su madre lo abandona en un cesto en aguas del río Éufrates. Un palmero lo recoge; lo cría como hijo y enseña su oficio. Sargón será jardinero, y así lo acredita la Lista de Reyes. Mas aquí viene de nuevo un agente sobrenatural, único modo de explicar su meteórica ascensión: la diosa Istar, prendada del muchacho, lo introduce en la corte de Kish, donde llega a copero del rey Urzababa. Un buen día, este le ordena realizar un acto que raya la impiedad, «cambiar las ofrendas de bebidas en el Esagila». Sargón desobedece y se hace todavía más obsequioso con la divinidad. Como consecuencia de ello el dios Marduk decide privar de su trono a Urzababa y dárselo a Sargón. Pero el cambio de poderes no parece haber sido inmediato, pues entre los más interesados en la intriga median cinco reinados en Kish. Sería durante estos cuando Sargón construyó Accad, la capital de su principado.
Los hechos que le llevaron a la soberanía del país entero no pueden ordenarse en el tiempo, por falta de datos; pero guiándose por la lógica parece natural que el primer enemigo a eliminar fuese Lugalzagesi. De su guerra contra este sabemos que después de unas preliminares conversaciones y desafíos, Sargón tomó por sorpresa la ciudad de Uruk, derrotó dos veces a generales de su adversario, y en una tercera batalla venció y capturó al propio Lugalzagesi, que fue llevado prisionero al templo de Enlil en Nippur como testimonio de la complacencia de los dioses en el triunfo del nuevo señor. Ur, Lagash y otras ciudades que seguían a Lugalzagesi cayeron seguidamente a consecuencia de campañas que se describen con la misma o parecida fórmula «batalló con el nombre de X; lo derrotó; asestó el golpe a su ciudad y destruyó sus muros». Tras la toma de Lagaš, Sargón «lavó sus armas manchadas de sangre en el mar». La caída de Umma, último foco de resistencia puso en sus manos toda Sumer.
Tras la dominación del país, Sargón eleva sus miras al extranjero. La ruta de sus conquistas occidentales comienza en Tuttul (actual Kit, a unos 150 km al oeste de Bagdad); sigue con la toma de Mari y culmina con la anexión de Siria y el Líbano tras la conquista de Iarmuti (al sur de Byblos) y Ebla (cerca de Alepo) y alcanza el «bosque de los cedros» y las Montañas de Plata (Amanus). Fuentes posteriores como el texto que acompaña al Mapa babilónico del mundo (actualmente en poder del Museo Británico) añaden a todo esto una expedición erizada de peligros y obstáculos hasta la ciudad anatólica de Purushkhanda, en Capadocia, donde una corporación de mercaderes oprimida, recabó y obtuvo su protección.
La crónica tardía de las glorias y desventuras de Akkad, así como los llamados textos augurales (fórmulas para arúspices que citan ejemplos del pasado), arrojan una sombra amenazadora sobre el dorado colofón de la era sargónida. Según ellas, antes de concluir su reinado de 56 años, Sargón vio levantarse contra él a todos los pueblos de su imperio. La situación llegó al extremo crítico de que los acadios se vieron cercados en su capital; «pero Sargón salió al campo de batalla, los derrotó, los amontonó, y arrolló sus dilatadas huestes». La organización y administración del imperio se prestaba a esto levantamientos generales o parciales contra el poder central. Todos los sucesores de Sargón hubieron de afrontar el mismo problema, sin encontrar para él más solución que la fuerza de las armas.
Dos de sus hijos, Rimuš y Maništusu, le suceden. Por contradicciones de las fuentes todavía no se sabe cuál de ellos es el primero en reinar; parece ser que Rimuš, aunque no era el primogénito. Al comienzo de sus nueve años de gobierno, Rimuš sofoca una rebelión de las ciudades sumerias, capitaneada por Kaku, príncipe de Ur, y reconquista el territorio oriental de Warakhshe, aliado con Elam en su contra, como antes había estado en contra de su padre. Los botines de esta campaña debieron de ser inmensos, pues Rimuš repartió trofeos por todo el imperio. Pero sus triunfos militares no bastaron para mantenerlo en el trono mucho tiempo; una conspiración de sus cortesanos, a lo que no sabemos si su hermano fue ajeno o cómplice, lo hizo sucumbir.
Los comienzos del principado de Maništusu parecen haber transcurrido en calma, más tarde un levantamiento de dos de los inquietos territorios orientales, Anshan y Serikhum, lograron resistir el ataque de Maništusu; el rey enemigo fue llevado preso al templo del Sol, en Sippar. Ni Anshan ni Serikhum están localizadas con precisión, aunque figuran mucho en la historia del Elam (se ha supuesto situada cerca de Susa). Respecto a Serikhum se sabe menos, pero su problema interesa a la investigación pues una variante del texto dice «Anshan y la ciudad de Meluḫḫa» y se plantea que estuviese situada en el valle del Indo. Comprobada la intensa relación entre la cultura india de Mohenjo-Daro (en la actual Pakistán) y la mesopotámica, particularmente en la época de Akkad, el problema adquiere una dimensión extraordinaria, pues una entente entre Elam y el lejano valle del Indo rebasa las posibilidades consideradas tradicionalmente.
Naram-sin fue hijo y sucesor de Manishtusu, y nieto por tanto de Sargón. La historiografía mesopotámica posterior no sabía cual de los dos ―el nieto o el abuelo― era el más admirable. Se le atribuye un reinado de 37 años, pero con una cronología tan endeble como la de Sargón. Es patente que hubo de batallar a fondo, lo mismo en el oeste (Siria y Anatolia) que en oriente de sus dominios. Aquí sus más encarnizados enemigos fueron los guti y los lullubi, remotos antepasados tal vez de los actuales kurdos y luristaníes, que han conservado algo de nombres y mucho carácter de aquellos indómitos montañeses. Parece seguro que Naram-sin logró subyugar a estos y otros enemigos, pero también que al término de su reinado el imperio estaba tan débil que solo el puño férreo del monarca lograba mantenerlo unido. De todas maneras, con Naram-sin culmina el concepto acadio de monarquía. Cualquiera de sus medidas de gobierno pesaba tanto sobre el estado de sus súbditos, determinaba de tal manera las condiciones de su existencia, que no es de extrañar que se le considerase un dios. Naram-sin es, en defecto, el primer rey mesopotámico que antepone a su nombre el signo reservado hasta entonces a los dioses (dingir), y que consciente y a prueba de sus vasallos le invoquen como el "dios de Akkad". Él es también el primero que en soberbia afirmación de dominio universal, se titula "Rey de las cuatro partes (del Mundo)", Sumer y Akkad, Elam, Subartu (Alta Mesopotamia) y Amurru.
El hijo y sucesor de Naram-sin, es llamado Šarkališarri, que significa "rey de todos los reyes". Sin embargo, el primero de sus títulos oficiales, "Rey de Akkad", refleja una triste realidad de unos dominios mucho más exiguos que los de su padre. El imperio comienza a desmoronarse. En 25 años de reinado, Šarkališarri se jacta de haber detenido en Basar (actual Yebel-el Bishri) una invasión de amoritas procedentes de Siria, y de haber realizado victoriosas campañas contra Gutium, el país de los belicosos montañeses a quienes Naram-sin no había logrado mantener más que en precaria sujeción. Pero a pesar del pomposo lenguaje de las crónicas oficiales, los guti desencadenaron el ataque fatal para los acadios. Si la capital misma no fue destruida del todo, quedó en cierto grado tan mal parada que ni más tarde se conocía su emplazamiento y actualmente siguen sin haberse identificado sus ruinas. Los inventarios regios citan después de Šarkališarri algunos nombres de reyes fantasmales, y la Lista, siempre tan lacónica, se pregunta con triste retórica "¿quién era rey? ¿quién no era rey?"

### Significación política del Nuevo Imperio
De cualquier manera que se juzgue el imperio de los acadios, es obligado reconocer que su régimen rompió los moldes del antiguo estado-ciudad. El rey es ahora el centro del mundo civilizado; en sus manos se concentran todos los hilos de una vasta organización estatal; nada cae fuera de su autoridad y jurisdicción. Para imponerse dispone de un nutrido ejército permanente y de una red burocrática sostenida en primer lugar por sus representantes personales en la capital y en las ciudades del imperio. Los altos jefes del ejército y de la administración constituyen lo más selecto de la nueva sociedad, son los "5400 hombres que a diario comen delante de Sargón". Dentro de una mayoría de acadios hay constancia de la presencia de sumerios en esta hueste selecta, de personas que por motivos diversos habían acreditado lealtad al nuevo régimen o tenían razones muy poderosas para mostrarse adictas al mismo.
Uno de los pasos dados por Sargón tuvo consecuencias para la posterior cultura mesopotámica: la sustitución del sumerio por el acadio como lengua escrita. Aunque a veces textos vayan acompañados de versiones sumerias, el predominio de una lengua sobre la otra va ganando terreno hasta dejar al sumerio arrinconado en el ritual religioso y los textos científicos. La lengua hablada se mantuvo todavía unos siglos en las ciudades del sur, pero su suerte era ya irreversible, desde el segundo milenio toda Mesopotamia hablaba ya lenguas semíticas.
Para sostener la burocracia y el ejército el tesoro real tenía que poseer enormes riquezas. Uno de los medios de pago acreditados consistía en la cesión, por parte del rey, de terrenos de su propiedad a miembros de la administración estatal, para que estos los explotasen por su cuenta a cambio de un diezmo de sus productos. El llamado Obelisco de Manishtusu acredita que el rey paga un justo precio a sus propietarios legales por tierras adquiridas con este fin, y que además se cuida de que las personas que pudieran resultar perjudicadas por esas medidas encuentren medios de vida conforme a sus necesidades.

### Después del Imperio
La lista Real Sumeria menciona cuatro reyes más después de la muerte de Sharkalisharri, los cuales es posible que reinasen en Agadé. Esta ciudad había adquirido características de gran capital, por lo que es probable que su supervivencia resultase poco viable tras la pérdida del territorio imperial. Se sabe que finalmente los nómadas gutis, que habitaban las montañas próximas a Agadé, tomaron la ciudad y posiblemente toda la región septentrional. En el sur las ciudades prosperaron y es posible que las reformas realizadas por los sargónidas les beneficiasen finalmente.

## Influencia

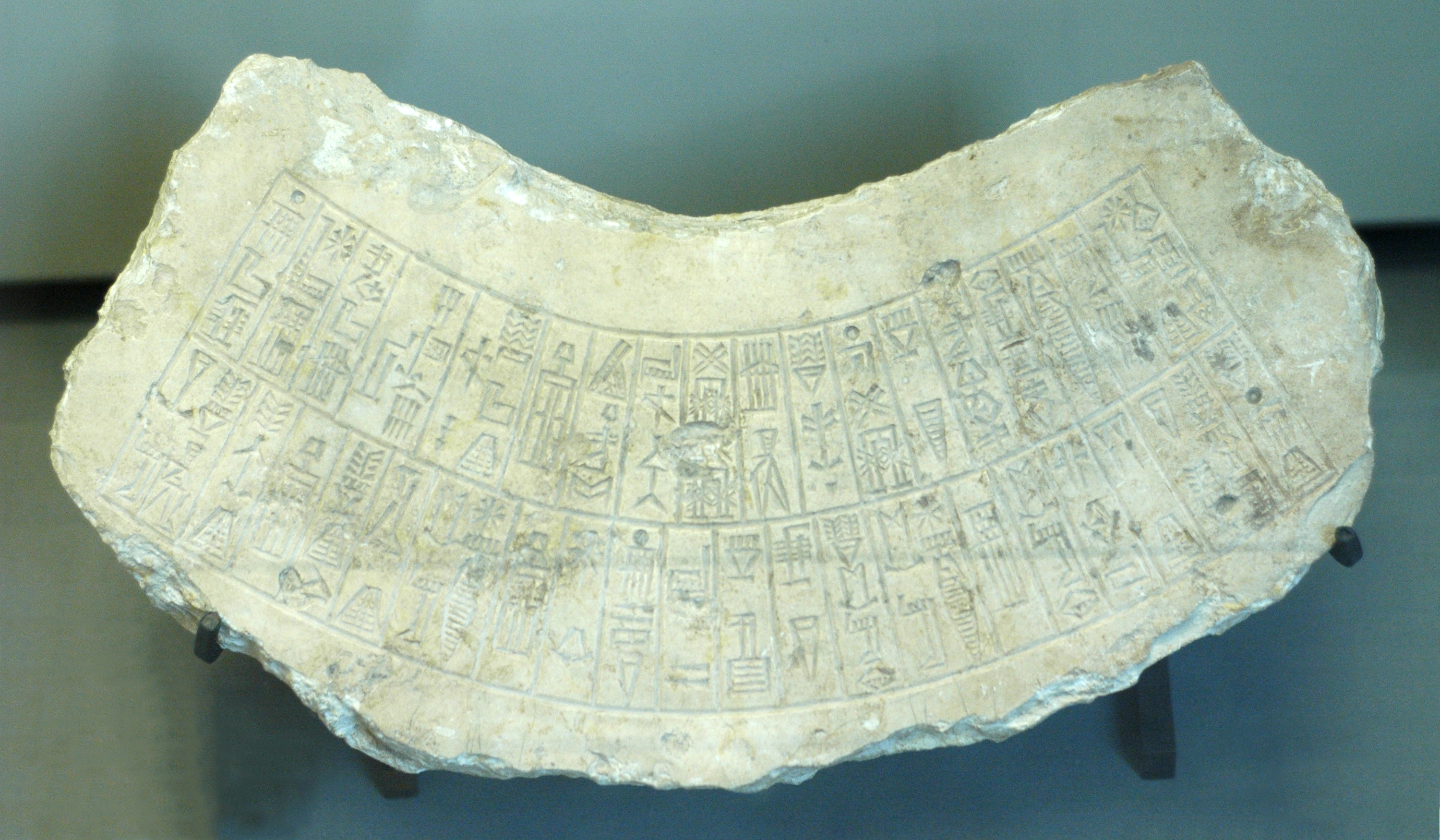
Inscripción de Naram-Sin que narra la construcción del templo de Marad por su nieto Lipit-Ili hacia 2250 a. C.

La dinastía de Sargón de Acad fue la primera a lo largo de la historia que consiguió el dominio sobre pueblos diversos culturalmente, con lo que se puede decir que constituyó el primer imperio de la historia. Sus conquistas dejaron una impronta imborrable sobre las generaciones posteriores, cuyas tradiciones le considerarían el mejor monarca de la historia, el arquetipo de rey longevo y de gobierno eficaz. Se elaboraron leyendas que le otorgaban un linaje divino y las historias de sus conquistas circularon mucho más allá de las fronteras de sus dominios.
Entre las leyendas de su nacimiento destaca la que se deja entrever en la lista Real Sumeria. Según esta leyenda, Sargón había sido hijo de un jardinero del palacio del rey de Kish que ascendió al cargo de copero. En un momento dado los dioses deciden que el reinado de Ur-Zababa, el hasta entonces rey, debe finalizar, recayendo la realeza en Sargón.
Otra leyenda narraba que Sargón había sido hijo de una sacerdotisa «en» ―puesto que solían ocupar mujeres de la realeza― y un extranjero de las montañas. Su madre habría dado a luz en secreto y dejado al recién nacido en un cesto de mimbre flotando en el río. La corriente habría arrastrado a Sargón hasta ser recogido por un aguador de nombre Aqqi, que le enseñó el oficio de jardinero. Su ascenso al puesto de rey se habría debido a que la diosa Ishtar le habría tomado cariño mientras ejercía de jardinero.
Sobre su sucesor más célebre, Naram-Sin el mensaje de las leyendas era bastante bien diferente. Así, una leyenda sumeria narraba que la caída del Imperio acadio se había debido a la pérdida de favor del dios Enlil. Naram-Sin, conocedor de esto a través de un sueño, espera durante siete años (siete años representan simplemente una cifra muy grande) a que los dioses cambien de parecer. Pasado ese tiempo el rey desespera y dirige a su ejército al templo de Enlil y lo destruye, arrojando al fuego las vasijas sagradas. Como represalia, el dios castiga a la ciudad con la llegada de los bárbaros gutis de hábitos nómadas, que arrasan la ciudad y hacen retroceder a la región a los tiempos de antes de que las ciudades fuesen construidas.

## Cultura

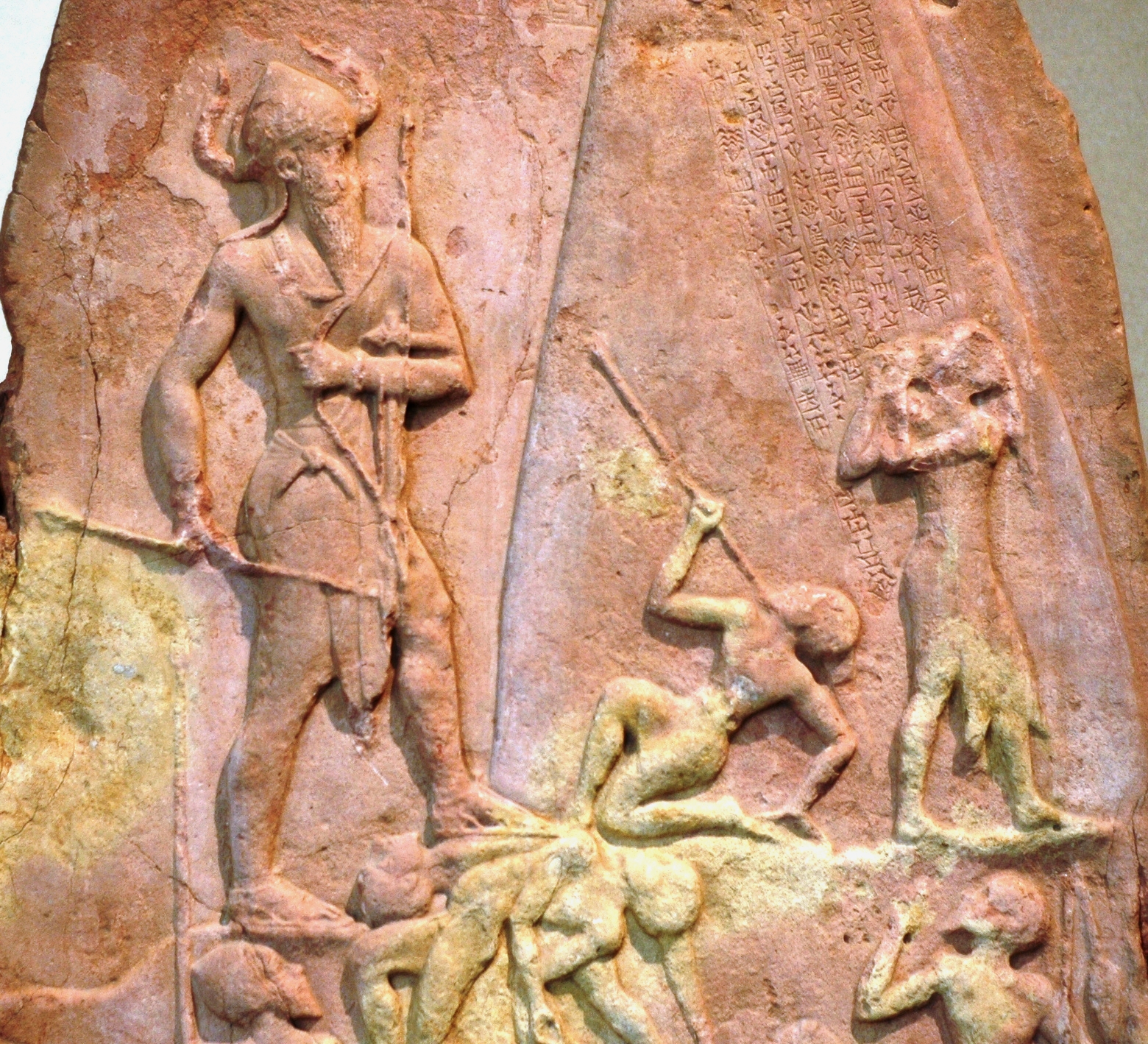
La estela de Naram-Sim conmemora la victoria del monarca acadio contra el pueblo de los lullubi de los montes Zagros. La imagen representa a un rey casi mitológico, del doble del tamaño de sus soldados. 2250 a. C.

Sargón dio numerosos puestos administrativos a ciudadanos de su región original, cuya lengua era el acadio, el cual posiblemente vivió en esta etapa una gran difusión. La escritura de esta lengua siguió un modelo desarrollado en el área de Ebla, en la actual Siria, que adaptaba la escritura cuneiforme a la lengua semita. Este modelo de escritura fue el más utilizado en la administración del Imperio acadio, si bien se mantienen numerosos documentos e inscripciones bilingües, escritas tanto en acadio como en sumerio.
Así, aunque la lengua sumeria siguió siendo utilizada es probable que las conquistas de Sargón y su prestigio, diesen un impulso fundamental a la lengua acadia, facilitando que en los siglos posteriores se impusiera finalmente el acadio.

## Arquitectura
Los posibles restos de las ciudades de Akkad y de Sippar siguen sepultados en lugares ignotos. Este desconocimiento completo de los que en su día fueron centros principales del imperio acadio nos priva de posibilidad de contemplar y enjuiciar aquellos monumentos que mejor pudieran reflejar su estilo y concepciones arquitectónicas. En tanto que no se produzcan descubrimientos en este sector, hemos de contentarnos con obras de restauración llevadas a cabo por los acadios en edificios antiguos, como es el caso del Palacio y el Templo de Tell Asmar, y con un par de ejemplos de edificios de nueva planta, magníficos ciertamente los dos en capitales provinciales del Imperio: Tell Brak, en Siria, y Asur, en el corazón del futuro territorio de los asirios.
El gran edificio excavado en Tell Brak, construido y utilizado para depósito de mercancías en el centro de la cuenca del Kabur, se fecha en la época de Akkad porque sus adobes ostentan el nombre de Naram-sin. Basta mirar un momento su plano, para comprender que no es una realización gradual, con un núcleo al que se van añadiendo postizos para satisfacer nuevas necesidades, sino una creación única, racional, calculada de antemano hasta sus mínimos detalles. Como observa Moortgat, los acadios tendieron a moldear la realidad en hormas preconcebidas, según pone bien de manifiesto su esquema de las "Cuatro Partes del Mundo"; las ideas deben imponer sus perfiles a las cosas, el espíritu a la materia. El palacio de Tell Brak es un elocuente testigo de su mentalidad. Aquella impresionante mole, de 111 por 93 metros, debía parecer a los pueblos de la llanura de siria un símbolo pavoroso de la autoridad acadia. Sus muros exteriores, de diez metros de espesor, lo ceñían de un cinturón infranqueable. El plano dice lo que era: un depósito de mercancías y tributos, organizado alrededor de cuatro patios, uno de ellos mucho mayor que los otros tres. Su única puerta, de once metros de ancho, daba a un espacioso zaguán, flanqueado por los lugares de administración; del zaguán se pasaba a un patio de cuarenta metros de lado. Hay que imaginar allí a las caravanas descargando sus fardos, pasada la inspección de los escribas estacionados en el portal. Después de descargadas en el patio, las mercancías eran depositadas en los almacenes, ordenados como un casillero de huecos, todos en la misma altura, aislados o por parejas en torno a cuatro patios. Los almacenes recibían de estos la luz y la ventilación. El edificio no parece haber tenido más planta que la excavada y quizás unas torres de defensa a los lados de su única puerta, algo más altas que los restantes muros, para servir de atalayas.
En el Templo de Abu, en Tell Asmar, los acadios introdujeron un cambio significativo: dividieron la cella en dos mitades por medio de un grueso muro transversal, con abertura en el centro, de manera que una vez pasado la puerta exterior del santuario, el visitante se encontraba en una antecella. Para ver la estatua y los altares del dios, el visitante debía dar unos pasos y colocarse en el eje central del edificio. El nuevo sistema rompe con la tradición del acercamiento por el eje acodado, y más aún indica la disposición típica de los templos neosumerios, en los que la cella propiamente dicha será una estancia más ancha que larga. Un solo ejemplo no basta para determinar si el nuevo sistema fue general entonces, pero en todo caso la reforma introducida en el Templo de Tell Asmar tiene el valor posible de antecedente de una solución llamada a imponerse más tarde.
Durante el Imperio acadio se siguió la costumbre sumeria de levantar grandes estelas y monumentos conmemorativos escritos en lugares especiales de las ciudades. Con estas obras se demostraba el poder del imperio y se publicitaban sus éxitos militares. En el arte acadio, la figura central de la obra se representa en mayores proporciones que el resto de la composición, que generalmente contiene escenas dramáticas. Un buen ejemplo es la estela de Naram-Sin, donde el monarca, coronado por un casco de cuernos que indica su carácter divino, tiene el doble de tamaño que las demás figuras.
| Predecesor: Período Dinástico Arcaico | Historia de Mesopotamia Imperio acadio siglo XXIV a. C.-siglo XXII a. C. | Sucesor: Renacimiento sumerio |